# Aviat Aircraft
Die Aviat Aircraft Inc. ist ein US-amerikanischer Hersteller von Sport- und Leichtflugzeugen, der in Afton, Wyoming ansässig ist. Der Präsident und Besitzer der Firma ist seit 1996 Stuart Horn.

## Produzierte Flugzeuge

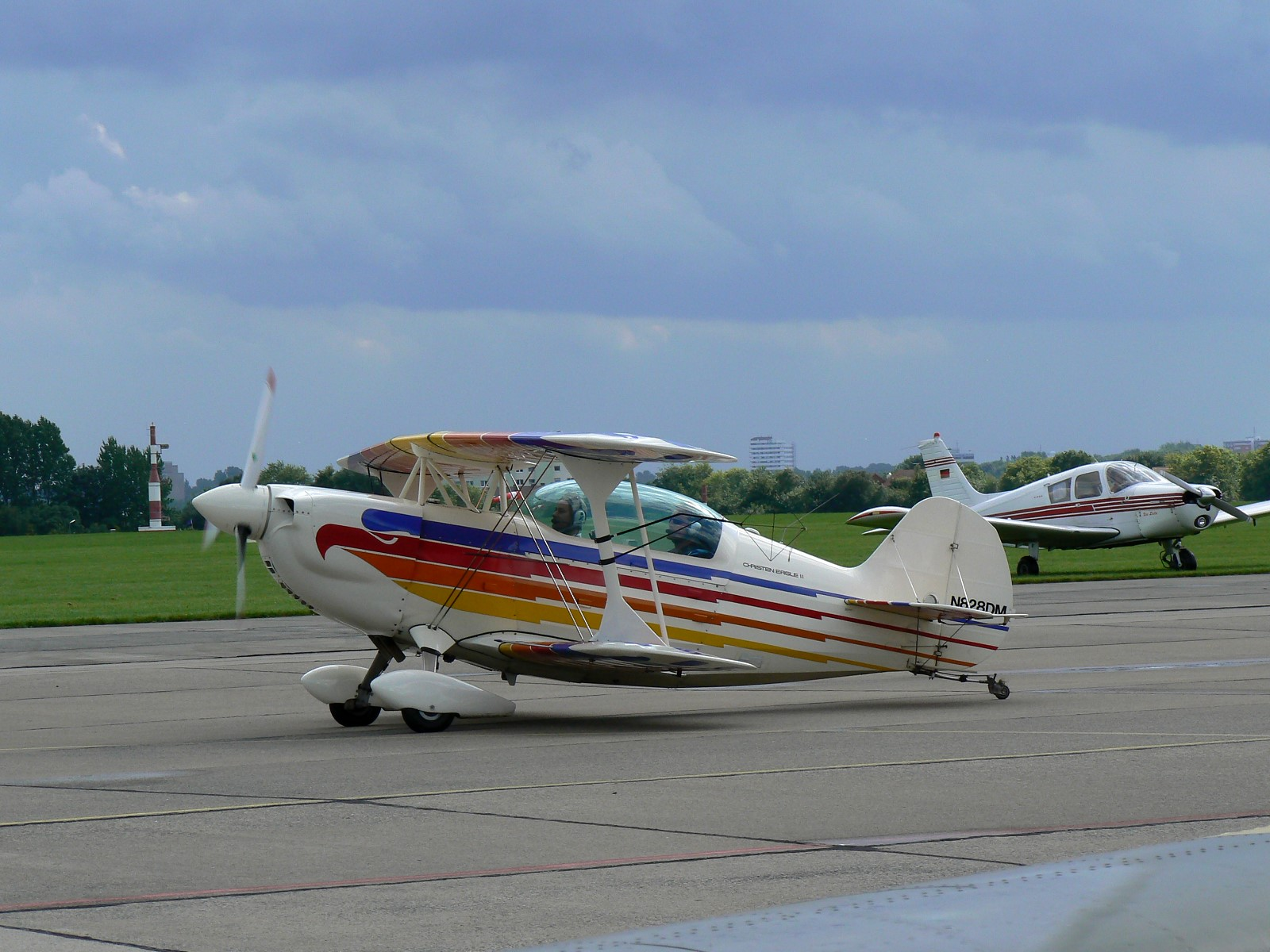
Christen Eagle II

- Husky
- Pitts Special
- Christen Eagle II – als Bausatz